# Leptochloa eleusine
Leptochloa eleusine är en gräsart som först beskrevs av Christian Gottfried Daniel Nees von Esenbeck, och fick sitt nu gällande namn av Thomas Arthur Cope och Neil Snow. Leptochloa eleusine ingår i släktet spretgräs, och familjen gräs. Inga underarter finns listade i Catalogue of Life.